# I’m Your Sacrifice
I'm Your Sacrifice is een single van de Belgische band Ozark Henry, in samenwerking met Amaryllis Uitterlinden. Het is het eerste nummer van het album Stay Gold. Het nummer werd een grote radio hit in Vlaanderen en stond 27 weken lang in de Ultratop 50 (Vlaanderen). Het nummer kreeg de Radio 2 Zomerhit tijdens de zomer van 2013, en kreeg ook nog een MIA-nominatie voor Hit van het jaar. 